# Черніюк Альберт Володимирович
Альберт Володимирович Черніюк (нар. 10 січня 1961) — український дипломат. Генеральний консул України в Франкфурті-на-Майні (Німеччина) (2010—2014).

## Життєпис
Працював в Інституті геологічних наук АН УРСР, сфера наукових інтересів Остракоди пізнього девону України.
У 1999 році — другий секретар Посольства України в Німеччині.
З 30 вересня 2010 по 24 листопада 2014 рр. — Генеральний консул України в Франкфурті-на-Майні (Німеччина)
26 жовтня 2012 року було здійснено напад на генерального консула України у Франкфурті-на-Майні Альберта Черніюка. Це стало відомо з доповідної записки генконсула на ім'я заступника міністра МЗС Андрія Олефірова. За його словами хуліганські дії вчинив працівник посольства Леонід Чудаков та його дружина.
З 2014 року — радник Посольства України в Російській Федерації.